# 银光梭子蟹
银光梭子蟹（学名：Portunus argentatus）为梭子蟹科梭子蟹属的动物。分布于日本、夏威夷、大洋洲西部、波利尼西亚、菲律宾、新加坡、经印度洋至马达加斯加、红海、东非以及中国大陆的广东、海南等地，生活环境为海水，常见于水深30-100米的泥沙质海底。